# Englische Cricket-Nationalmannschaft in Neuseeland in der Saison 1954/55
Die Tour der englischen Cricket-Nationalmannschaft nach Neuseeland in der Saison 1954/55 fand vom 11. bis zum 28. März 1955 statt. Die internationale Cricket-Tour war Bestandteil der Internationalen Cricket-Saison 1954/55 und umfasste zwei Tests. England gewann die Serie 2–0.

## Vorgeschichte
England spielte zuvor eine Tour in Australien, für Neuseeland war es die erste Tour der Saison.
Das letzte Aufeinandertreffen der beiden Mannschaften bei einer Tour fand in der Saison 1950/51 in Neuseeland statt.

## Stadien
Die folgenden Stadien wurden für die Tour als Austragungsort vorgesehen.
| Stadion    | Stadt    | Kapazität | Spiele  |
| ---------- | -------- | --------- | ------- |
| Eden Park  | Auckland | 50.000    | 1. Test |
| Carisbrook | Dunedin  | 29.000    | 2. Test |

## Kaderlisten
Die Mannschaften benannten die folgenden Kader.
| Test | Test |
| Neuseeland | England |
| --- | --- |
| - Geoff Rabone (K) - Bob Blair - Harry Cave - Murray Chapple - Ian Colquhoun (wk) - Johnny Hayes - Gordon Leggat - Tony MacGibbon - Noel McGregor - Alex Moir - Matt Poore - John Reid - Bert Sutcliffe - Les Watt | - Leonard Hutton (K) - Bob Appleyard - Trevor Bailey - Colin Cowdrey - Godfrey Evans (wk) - Tom Graveney - Peter May - Reg Simpson - Brian Statham - Frank Tyson - Johnny Wardle |

## Tests

### Erster Test in Dunedin
| 11. – 16. März Scorecard | Dunedin | Neuseeland 125 (81.2) & 132 (56.3) | – | England 209 (92.5) & 49-2 (15.2) |
|                          |         | England gewinnt mit 8 Wickets      |   |                                  |

England gewann den Münzwurf und entschied sich als Feldmannschaft zu beginnen.

### Zweiter Test in Auckland
| 25. – 28. März Scorecard | Auckland | Neuseeland 200 (88.4) & 26 (27)               | – | England 246 (119.1) |
|                          |          | England gewinnt mit einem Innings und 20 Runs |   |                     |

Neuseeland gewann den Münzwurf und entschied sich als Schlagmannschaft zu beginnen.